# Carthamus arborescens
Carthamus arborescens — вид квіткових рослин родини айстрові (Asteraceae). лат. arborescens — «деревоподібна».

## Опис
Багаторічна рослина. Стебла до 2 м в нижній 1/3 деревні, прямостоячі, зазвичай гіллясті від основи. Сидячі листки, яйцюваті, перисто-надрізані з колючими зубчастими краями. Квіти жовті. Сім'янки 4.5-5 х 2,3-2.8 мм, злегка шорсткі. Цвіте в травні.

## Поширення
Північна Африка: Алжир; Марокко. Південна Європа: Гібралтар; Іспанія. Росте переважно на вапняку.

## Галерея

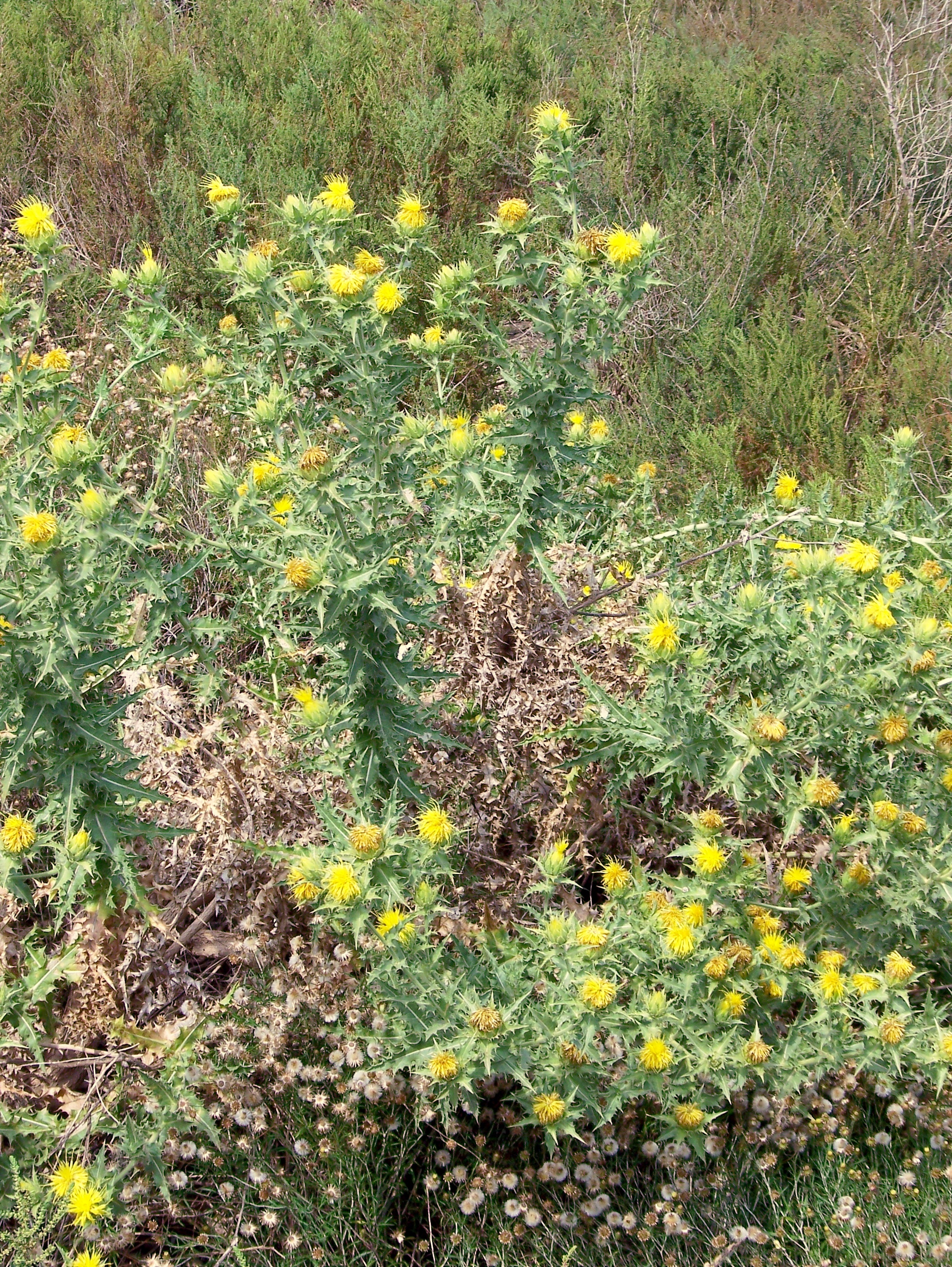
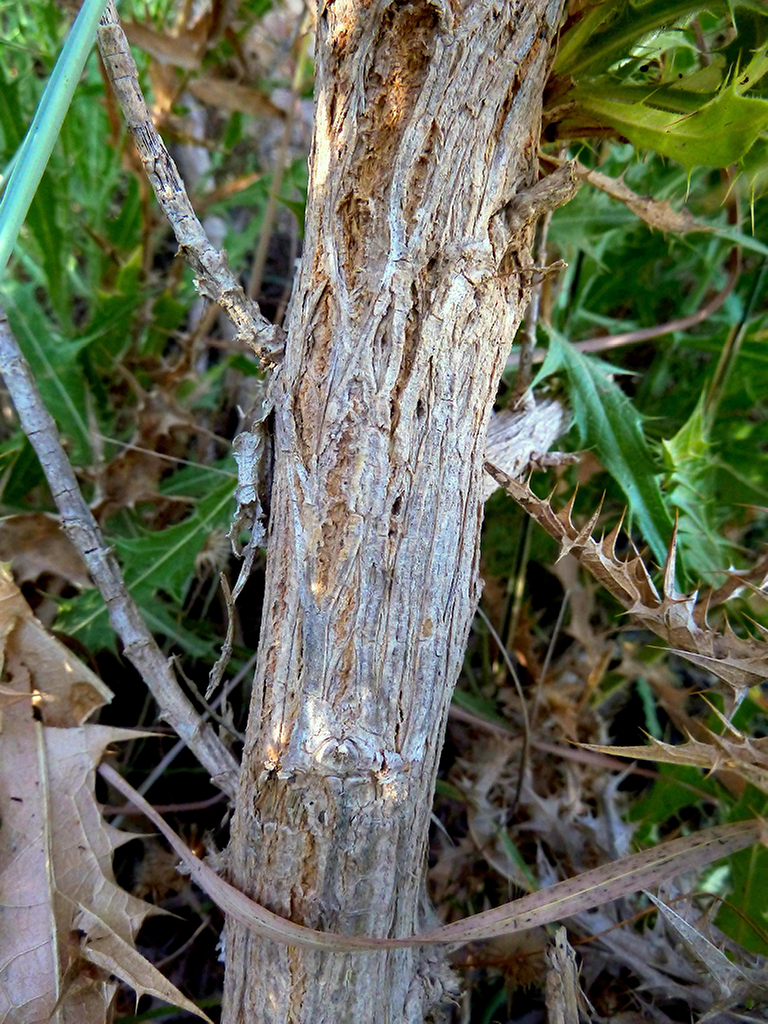
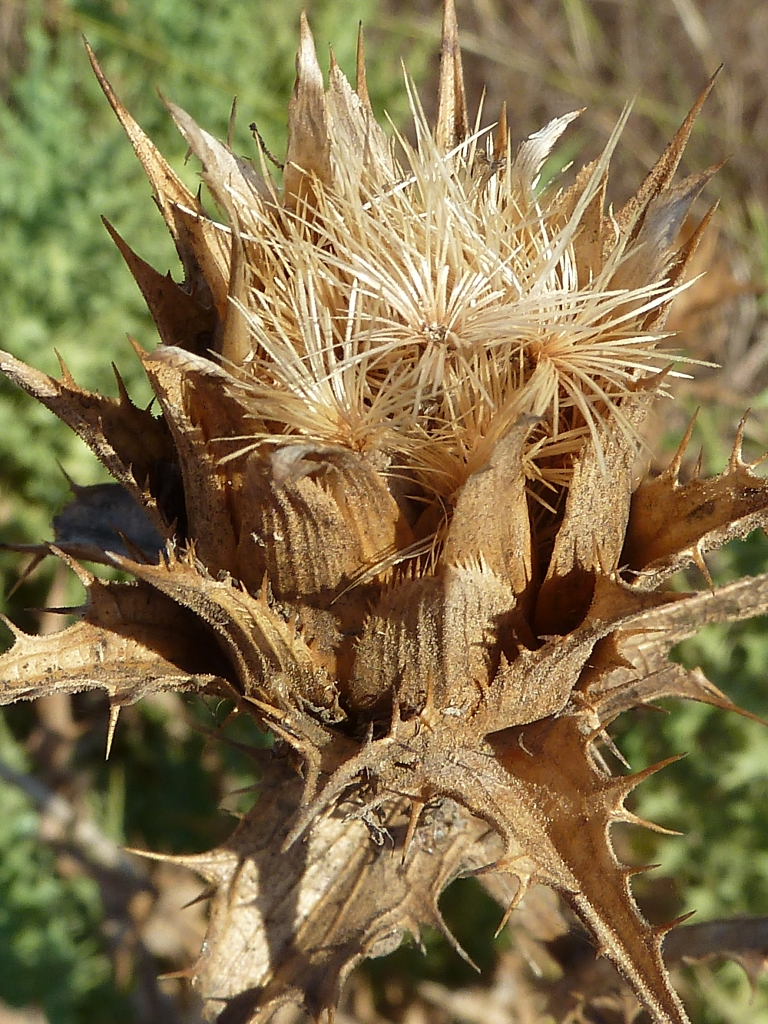
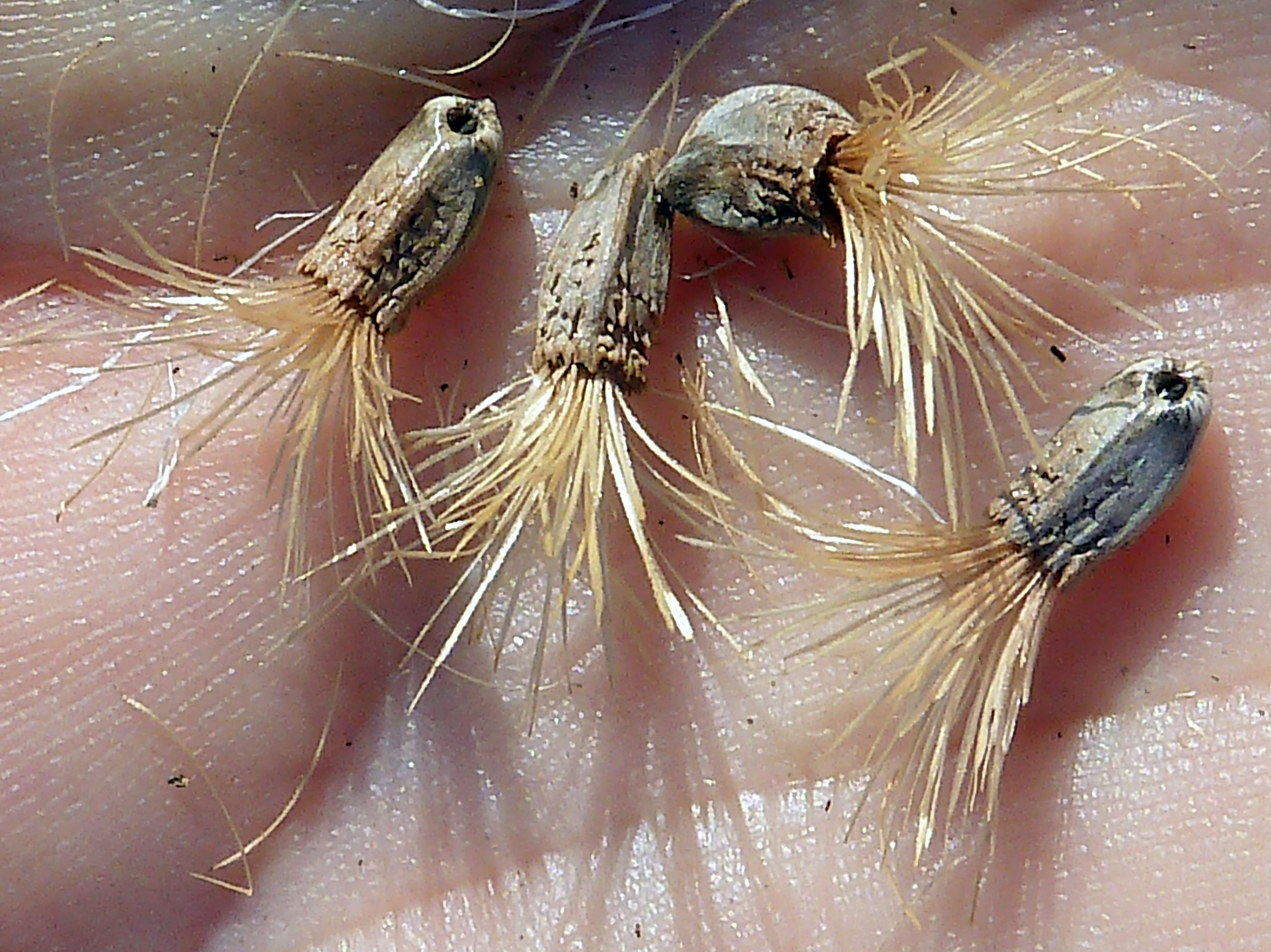

|  | Це незавершена стаття про айстрові. Ви можете допомогти проєкту, виправивши або дописавши її. |